# 십상시
십상시(十常侍)는 중국 후한 말 제12대 황제 영제(靈帝)의 치세 때 국정을 농락한 10여 명의 중상시, 즉 환관들을 말한다.
본디 환관들의 총수인 태감 조등을 옆에서 모시던 환관들이었다. 일부는 조등의 개인 비서를 하기도 했다.
역사서 《후한서》(後漢書)에는 십상시들이 많은 봉토를 거느리고 그들의 부모형제는 모두 높은 관직에 올라, 그 위세가 가히 대단하였다고 쓰여 있다. 특히 그들의 곁에서 훈육된 영제는 십상시의 수장인 장양(張讓)을 아버지, 부수장인 조충(趙忠)을 어머니라 부르며 따랐다.
후한서에 등장하는 십상시와 삼국지 연의에 나오는 십상시는 그들의 이름과 숫자가 약간 차이가 난다. 
《후한서》에서는 12명, 《삼국지연의》에서는 10명이다
이들의 기본적인 전횡은 매관매직이었다. 모든 관직에 가격을 붙여 판매를 했는데 다음과 같다.
- 삼공 - 1천만 전
- 자사 - 2천만 전
- 태수 - 2천만 전
- 현령 - 4백만 전

하지만 관직만 팔았을 뿐 임기는 전혀 보장해주지 않고 수시로 독우를 파견해서 퇴출시키기를 일삼았기 때문에 지방 수령의 임기는 1년을 넘기는 경우가 매우 드물었고 그 때문에 십상시에게 돈을 주고 관직을 구매한 자들은 그 돈을 본전이라도 뽑기 위해 백성들에게 무거운 세금을 징수하여 마구 수탈했다. 그렇다고 해서 관직에 대한 욕심이 없어도 십상시에게 지목을 당하면 강제로 사야만 했다. 이 때문에 도처에서 난이 일어났다. 이 난들 가운데 제일 규모가 방대한 것이 바로 다름 아닌 장각을 수괴로 옹립한 황건적의 난이다. 
이렇게 크고 작은 난이 무수히 발생하자 십상시들은 오히려 이를 이용해서 자신들의 정적(政敵)들을 황건적이나 다른 난을 일으킨 자들과 연루시키는 모함을 저질렀으며 자신에게 뇌물을 바치지 않는 지휘관에게는 싸울 의지가 없고 오히려 적과 내통한다는 식으로 무고하기까지 했다. 이에 대한 대표적인 피해자가 과거 유비와 공손찬에게 글공부를 가르쳤던 노식이었다. 이들이 무고한 관리에게 누명을 씌워서 삭탈관직을 시키는 이유는 바로 그 관직을 다른 사람에게 다시 팔기 위해서였다. 이렇게 십상시들은 관직 장사를 하면서 부를 축적했다.
황보숭, 주준, 노식, 손견, 조조 등 당대의 영웅들의 활약으로 황건적의 난을 간신히 진압하였음에도 불구하고 십상시는 정신을 못차리고 당대의 맹장 손견을 되려 하는 일이 거의 없는 의랑 관직으로 임명해 사실상 보직해임 시키거나 조조에게 진급을 빙자해 한직으로 보내버리는 등 오히려 그들의 공적을 다른 혐의를 만들어서 지워버리고 황건적의 난에 아무런 기여조차 하지 않은 자기네들이 그 공적을 가로채어 스스로를 열후에 봉했으며 조정 중신들을 모함하고 뒷돈을 받아먹는 등 만행을 저지르다가 하진과 대립하게 되었고 하진을 암살하면서 십상시의 난을 일으켰지만 원소에 의해 모두 살해당했다.

## 후한서에서 등장하는 십상시
- 장양(張讓): 수장
- 조충(趙忠)
- 하운(夏惲)
- 곽승(郭勝)
- 손장(孫璋)
- 필람(畢嵐)
- 율숭(栗嵩)
- 단규(段珪)
- 고망(高望)
- 장공(張恭)
- 한회(韓悝)
- 송전(宋典)

## 삼국지연의에서 등장하는 십상시
역사서에 따르면 후람은 172년에, 조절은 181년에 이미 죽었고, 조충은 하묘(何苗)에 의해 죽었다고 한다. 또한 하묘도 환관세력을 격파하는데 일조하였는데, 소설에서는 그것에 대해서는 나와 있지 않다.
- 건석(蹇碩): 하진을 죽이려다가 들키며, 2장에서 곽승(郭勝)에게 죽는다.
- 봉서(封諝): 2장까지 나온다. 십상시 중에서는 서열이 낮았고 이 때문에 이를 만회하려고 황건적과 내통했다.

### 소제를 인질로 잡고 도주한 사람들
- 장양(張讓): 3장에서 물에 빠져 죽는다.
- 단규(段珪): 하태후를 인질로 잡으려다가 실패하며, 3장에서 민공에게 죽는다.
- 후람(侯覽)
- 조절(曹節)

### 3장에서원술과오광(吳匡)에 의해 살해된 사람들
- 조충(趙忠)
- 곽승(郭勝)
- 하운(夏惲)
- 정광(程曠)

## 십상시의 난
십상시의 난은 후한 189년 9월 22일(음력 8월 25일)에 십상시에 의해 발생하여 무려 2000명에 달하는 환관과 사람들이 죽은 사건으로 동탁이 이 사건을 이용해 권력을 잡았으며, 권력을 휘두르던 대장군 하진이 죽었다.

## 같이 보기
- 삼국지 인물 목록
- 범엽
- 나관중
- 사마광